# Тущеваць
42°59′ пн. ш. 17°31′ сх. д. / 42.98° пн. ш. 17.51° сх. д.
Тущеваць (хорв. Tuštevac) — населений пункт у Хорватії, в Дубровницько-Неретванській жупанії у складі громади Сливно.

## Населення
Населення за даними перепису 2011 року становило 64 осіб.
Динаміка чисельності населення поселення: